# Region Cchinwali

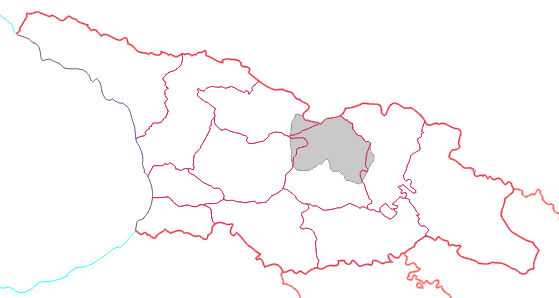
Były Południowoosetyjski Obwód Autonomiczny na mapie Gruzji.

Region Cchinwali albo Obwód Cchinwalijski (ცხინვალის რეგიონი – trl.: Tskhinvalis Regioni, trb.: Cchinwalis Regioni; ros. Цхинвальский регион – trb.: cchinwalskij riegion) – gruzińska nazwa byłego Południowoosetyjskiego Obwodu Autonomicznego. Obok określenia kraju Osetii Południowej jako „regionu Cchinwali” używa się również nazwy „Samaczablo”. W odróżnieniu od wyrazu „region Cchinwali”, nazwa „Rejon Cchinwali” oznacza jednostkę administracyjną w Osetii Południowej.